# Коста Серина
Ко̀ста Серѝна (на италиански: Costa Serina; на ломбардски: Costa, Коста) е село и община в Северна Италия, провинция Бергамо, регион Ломбардия. Разположено е на 868 m надморска височина. Населението на общината е 912 души (към 2017 г.).